# Francisco de Sá de Meneses, 1.º Conde de Matosinhos
Francisco de Sá de Meneses (Porto, c. 1510 – Lisboa, 6 de dezembro de 1582), o primeiro conde de Matosinhos e senhor de São João da Foz, comendador de Proença e de Sever, e que além de ter exercido vários importantes cargos ao serviço do Reino de Portugal, foi um poeta português.

## Biografia
Francisco de Sá de Meneses nasceu no Porto, cerca de 1510, no seio da família dos Sás, alcaides-mores do Porto desde o século XIV.
Embora não fosse o primogénito, veio a herdar toda a casa e títulos de seu pai por ser, à morte deste, o filho mais velho vivo.
Por este motivo, Francisco de Sá foi alcaide-mor e capitão-mor do Porto, senhor de Aguiar de Sousa e Sever, de Bouças e dos quatro casais de Matosinhos, das comendas de Santiago do Cacém e Sines da Ordem de Santiago. Foi também camareiro-mor dos reis D. Sebastião I, D. Henrique I e Filipe I, capitão da guarda real dos dois primeiros monarcas, conselheiro de Estado e governador do reino em 1578. Posteriormente, será nomeado para o mesmo cargo, no Conselho de Governadores do Reino de Portugal, por disposição testamentária de D. Henrique I.

“1
 Ó Rio de Lessa,
 Como corres manço;
 Se eu tiver descanso,
 Em ti se começa.
2
 Sempre socegados
 Vão teus movimentos:
 Não te turbam ventos,
 Nem tempos mudados.
3
 Corres por arêas,
 E bosques sombrios:
 Não te turbam rios,
 Nem fontes alhêas.
(…)”

— Francisco de Sá de Meneses, 1.º conde de Matosinhos
Foi ainda provedor da Misericórdia do Porto e capitão-mor das fortalezas do Castelo de São João da Foz do Douro (que havia sido reconstruído a sua custa) e do Castelo Nossa Senhora das Neves de Leça de Matosinhos, reedificada pelo pai.
Em Dezembro de 1580, Filipe I de Portugal deu-lhe o título de conde de Matosinhos (há quem afirme que tenha sido dado por D. Henrique I, mas não parece certo).
Faleceu por volta de 1583[carece de fontes?], sendo sepultado na igreja do Convento de Nossa Senhora da Conceição, em Leça de Matosinhos, sem deixar descendência.
O 1º conde de Matosinhos foi um reconhecido poeta do seu tempo, deixando os seus poemas dispersos por cancioneiros da época. Compôs com mestria sonetos, redondilhas, elegias e oitavas. É o poeta cantador do Rio Leça, que notabilizou nos seus versos.

## Dados genealógicos

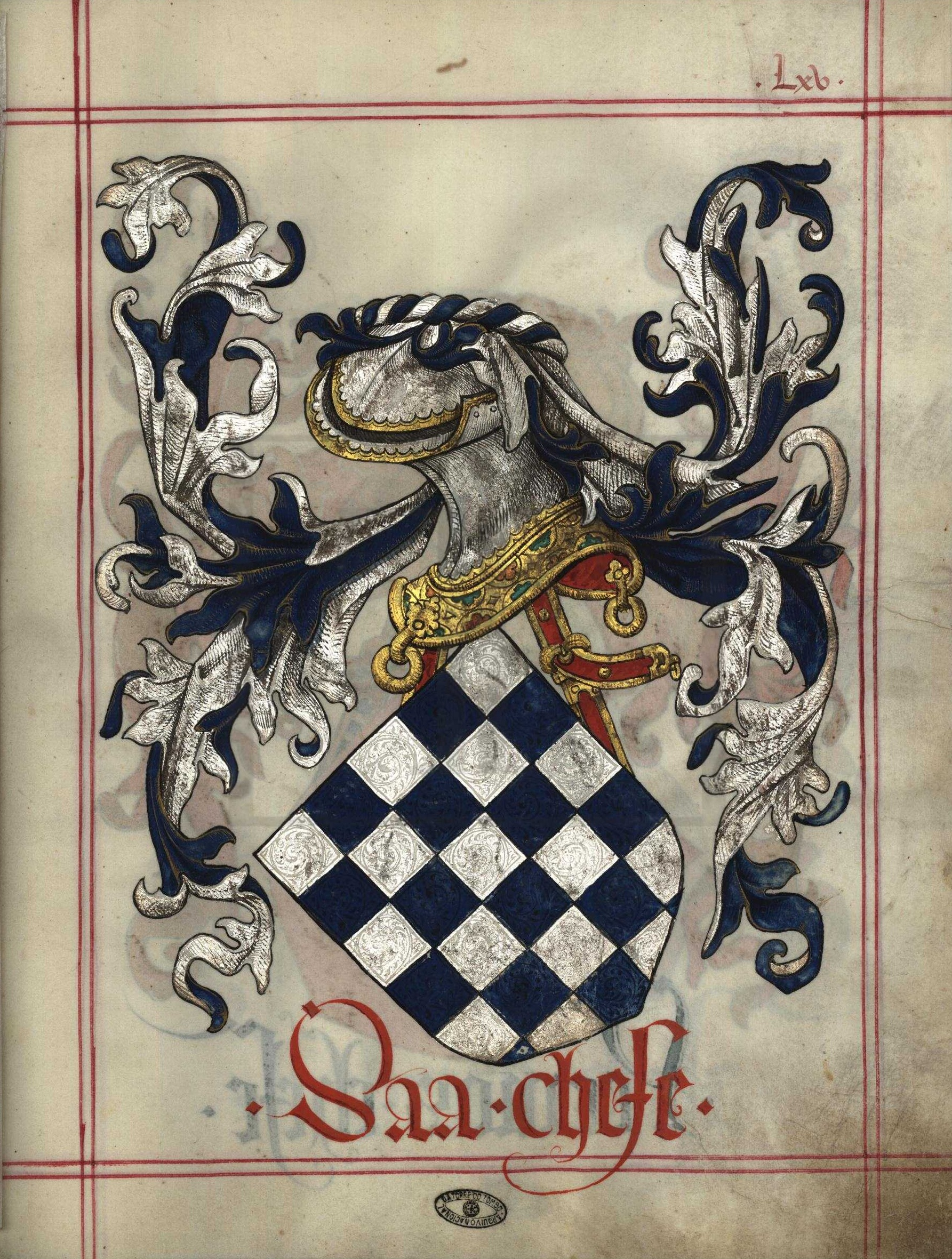
Armas de Sá chefe, in Livro do Armeiro-Mor (fl 65^{r}) (1509). Estas foram as armas dos Sás e Meneses Condes de Penaguião (1583), Marqueses de Fontes (1659) e Marqueses de Abrantes (1718), antes da Casa passar a varonia Távora.

Era filho de João Rodrigues de Sá, "o Velho", poeta do Cancioneiro Geral, muito erudito, poliglota e tradutor de obras clássicas, e de Camila Noronha, filha de Martinho de Castelo Branco, primeiro conde de Vila Nova de Portimão. 
Era irmão de Pantaleão de Sá de Meneses, capitão de Sofala, e primo do seu homónimo Francisco de Sá de Meneses, poeta épico que escreveu Malaca Conquistada.
Casou-se em primeiras núpcias com Ana de Mendonça, filha de Aires de Sousa, comendador de Alcanhede de Santarém, e em segundas núpcias com sua sobrinha-prima Catarina de Sá, filha de João Rodrigues de Sá, "o Moço”, vedor da Fazenda do Porto, comendador de Cristo e senhor de Aguiar. De ambos não deixou descendência. 
Segundo D. Luís Gonzaga de Lancastre e Távora, investigador e ilustre genealogista, apesar de D. Francisco não ter descendentes directos, o título de Conde de Matosinhos não se extinguiu com a sua morte, dado que a “a outorga daquele título fora feita em vidas e tendo em conta a adopção que o Conde fizera de seu sobrinho João de Sá e Menezes, como seu “herdeiro natural”, tendo por essa razão o mesmo título sido reabilitado na sua pessoa, apesar de não confirmado por alegação de oposição interposta pela Câmara de Matosinhos. Por tal motivo e enquanto o assunto não foi sentenciado, João de Sá e Menezes foi titulado Conde de Penaguião, com a mesma antiguidade que teria como Conde de Matosinhos”. Nesse sentido, conclui o genealogista, “em 1599, a causa erguida pela Câmara de Matosinhos foi julgada improcedente, razão por que ao Conde de Penaguião foi confirmado o seu senhorio da mesma maneira que o tinham tido os seus ascendentes desde finais do século XIV.”

## Após a queda da Monarquia
Com a queda da Monarquia e a implantação da República Portuguesa e após o fim do sistema nobiliárquico oficialmente reconhecido pela Coroa, foi reconhecida o direito de representação do título de II Conde de Matosinhos a D. João António de Castro de Lancastre e Távora (1961 -) pelo Conselho de Nobreza na sessão de 6 de Abril de 1979, conforme certificado registado no Livro Um, sob o número 717, a folhas 99. 